# Юліус Рінгель
Юліус Альфред Рінгель (нім. Julius Alfred Ringel; нар. 16 листопада 1889, Фелькермаркт, Каринтія — пом. 11 лютого 1967, Баєріш-Гмайн, Баварія) — австрійський та німецький воєначальник часів Третього Рейху, генерал гірсько-піхотних військ (1944) Вермахту. Кавалер Лицарського хреста Залізного хреста з Дубовим листям (1943). Учасник Першої та Другої світових війн, за часів Другої світової війни командував гірсько-піхотними з'єднаннями та об'єднаннями.

## Біографія
Юліус Альфред Рінгель (нім. Julius Alfred Ringel) народився 16 листопада 1889 року в гірському австрійському місті Фелькермаркт, у Каринтії.
Військова кар'єра
- 1905 — кадет
- 18 серпня 1909 — фенріх
- 1 листопада 1910 — лейтенант k.u.k
- 1 серпня 1914 — оберлейтенант k.u.k
- 7 липня 1917 — гауптман k.u.k
- 15 травня 1921 — майор
- 27 листопада 1923 — штабс-гауптман
- 15 грудня 1932 — оберстлейтенант[2]

- 1 серпня 1936 — оберстлейтенант[3]
- 1 лютого 1939 — оберст
- 1 листопада 1940 — генерал-майор
- 1 грудня 1942 — генерал-лейтенант
- 1 червня 1944 — генерал гірсько-піхотних військ

### Служба в австрійських збройних силах
У 1905 році Юліус Рінгель поступив кадетом на навчання до австрійської військової школи у Відні, яку закінчив 18 серпня 1909 з отриманням військового звання фенріх. Після випуску кандидат в офіцери Рінгель отримав призначення до 4-го Цесарського піхотного полку Ландверу (нім. k.u.k. Landwehr Infanterie-Regiment 4) (формування гірської піхоти австро-угорських збройних сил), де через рік отримав звання лейтенанта.
З початком Першої світової війни, щойно підвищений в обер-лейтенанти, бився в складі 2-го гірсько-стрілецького полку в боях у Галичині та італійських Альпах у лавах тірольських єгерів. 8 липня 1917 Рінгель отримав звання гауптмана. Наприкінці війни у 1918 році, під час боїв на Італійському фронті, він був узятий у полон.
Після його повернення до новоствореної Німецької Австрійської Республіки, гауптман Рінгель воював проти військ Королівства сербів, хорватів і словенців, у його рідній Каринтії. Після Каринтійського плебісциту і створення першої Австрійської Республіки, він був переведений до федеральної армії Австрії, де він дослужився до звання майора в 1921 році і став оберст-лейтенантом 15 грудня 1932. Через 2 роки він був призначений на посаду начальника штабу 5-ї гірсько-єгерської бригади австрійських сухопутних військ.

### Служба у Вермахті
Після аншлюсу Австрії Німеччиною в 1938 Рінгель перейшов до Вермахту, зі збереженням свого військового звання. Як давній прихильник нацистської партії, він з ентузіазмом зустрів союз Австрії з Німецьким рейхом, і у Вермахту мав значну підтримку. Скоро був призначений на посаду до 3-ї гірсько-піхотної дивізії. 1 лютого 1939 року, Ю.Рінгель був підвищений до оберста і призначений командиром 74-го піхотного полку.
З початком Другої світової війни, оберст Рінгель був переведений з гірських стрільців у лінійну піхоту і призначений начальником штабу 268-ї баварської піхотної дивізії, що дислокувалася під час Дивної війни у Саарпфальці. 27 жовтня 1939 вступив на посаду командира 266-го піхотного полку, яким він керував протягом кампанії на Західному фронті.
У квітні 1940 Рінгель повернувся до гірської піхоти, і з 14 червня змінив відомого генерала Е.Дітля на посаді командира 3-ї гірсько-піхотної дивізії. Він командував цим формуванням до жовтня 1940 року, поки не був призначений на формування нової 5-ї гірсько-піхотної дивізії, більшість особового складу якої складали баварці. Після інтенсивних тренувань у Баварських Альпах, дивізія увійшла до складу 2-ї армії, що дислокувалася в Німеччині.
У березні 1941 дивізію перекинули на Балкани, де вона зіграла помітну роль у прориві грецької лінії Метакси. Потім війська під командуванням Рінгеля взяли участь у найнезвичайнішій операції німецьких збройних сил періоду Другої світової війни — вторгненні на Крит.
Дивізія Рінгеля відзначилася на Криті, де німецькі альпійські стрільці діяли з притаманним їм блиском, люттю, завзятістю, агресією та вмінням. 20 травня, висадившись на захопленому парашутним десантом плацдармі, єгері спромоглися встановити повний контроль над аеродромом Малеме, змінивши тим самим весь хід кампанії на Криті. Багато єгерів загинуло, коли їх доставляли на Крит морем — морський конвой повністю знищили військові кораблі британського флоту. Але, висадка альпійських стрільців посадочним шляхом з літаків Ju-52 на аеродром Малеме пройшла успішно. Спільними зусиллями німецькі єгері і десантники завдали рішучої поразки британським військам, що перебували на острові, які 31 травня 1941 припинили опір, капітулювавши на милість переможців.
13 червня 1941 Рінгель був нагороджений Лицарським хрестом і призначений військовим комендантом Криту.
У листопаді 1941, 5-та гірсько-піхотна дивізія була повернута до Німеччини для відпочинку та відновлення боєздатності. Через нетривалий час, у січні 1942 дивізія терміново перекинута на Східній фронт, під Ленінград. Більше ніж 2 роки, генерал-майор (з 1 грудня 1942 — генерал-лейтенант) Ю.Рінгель керував альпійськими стрільцями в боях під обложеним містом. Дивізія у складі 18-ї армії діяла на ділянці між Ладозьким озером і Великим Новгородом, на Ленінградському фронті. У Волховському котлі альпійські стрільці захопили 33 000 радянських полонених, потім дивізія виконувала роль «пожежної команди» під Ленінградом і на фінському фронті. За 20 місяців боїв на Східному фронті дивізія Рінгеля заслужила найвищу репутацію, вміючи битися як в обороні, так й в наступі. 1 грудня 1942 за вміле командування дивізією Рінгель підвищений у званні до генерал-лейтенанта.
За вміле керівництво військами 25 жовтня 1943 Рінгель був удостоєний Дубового листя до Лицарського хреста Залізного хреста (№ 312).
У грудні 1943 5-та гірська дивізія на чолі з її командиром передислокована на Італійський фронт, де перейшла до оборони лінії Густава поблизу міста Кассіно. Незабаром дивізію кинули в бій проти союзників, які висадилися у Анціо. Потім дивізія оборонялася на Готській лінії.
Через 4 місяця, генерал-лейтенанта Ю.Рінгеля призначили командиром 69-го армійського корпусу у Хорватії на Балканський театр війни. 1 червня 1944 йому присвоєне звання генерала гірсько-піхотних військ.
Наприкінці червня 1944 він отримав призначення на пост командувача XVIII-го військового округу зі штабом в Зальцбурзі.
У лютому 1945 різношерсті формування німецьких військ, які опинилися на території Австрії, були переформовані на так званий «корпус Рінгеля». Командувач направив усю свою енергію на організацію оборони в районі Штеймарка. Бойові групи, скомплектовані Рінгелем, зуміли зупинити просування радянських військ, але — не надовго. Зате старі війська Рінгель, альпійські стрільці, утримували займані ними позиції до останнього дня війни.
Після капітуляції німецьких військ в Австрії потрапив в американський полон, де знаходився до 1947 року.
Після визволення з полону Рінгель жив у відставці, в 1956 р опублікував свої мемуари «Hurra die Gams».
Юліус Рінгель помер у Баварії 10 лютого 1967 року у віці 78 років.

## Нагороди
- Бронзова і срібна медаль «За військові заслуги» (Австро-Угорщина) з мечами
- Орден Залізної Корони 3-го класу з військовою відзнакою і мечами — нагороджений двічі (вдруге 25 жовтня 1918)
- Медаль «За поранення» (Австро-Угорщина) з двома смугами
- Військовий Хрест Карла (1918)

- Пам'ятна військова медаль (Австрія) з мечами (1932)
- Хрест «За вислугу років» (Австрія) 2-го класу для офіцерів (25 років) (19 жовтня 1937)
- Почесний хрест ветерана війни з мечами
- Медаль «За вислугу років у Вермахті» 4-го, 3-го, 2-го і 1-го класу (25 років)
- Медаль «У пам'ять 13 березня 1938 року»
- Медаль «У пам'ять 1 жовтня 1938»

- Залізний хрест
  - 2-го класу (10 листопада 1939)
  - 1-го класу (15 квітня 1941)
- Нагрудний знак «За поранення» в сріблі
- Двічі відзначений у Вермахтберіхт (11 червня і 12 серпня 1941)
- Лицарський хрест Залізного хреста з дубовим листям
  - Лицарський хрест (13 червня 1941)
  - Дубове листя (№ 312; 25 жовтня 1943)
- Медаль «За зимову кампанію на Сході 1941/42» (15 серпня 1942)
- Нарукавна стрічка «Крит» (10 грудня 1942)
- Золотий партійний знак НСДАП (30 січня 1943)
- Орден «Святий Олександр», великий офіцерський хрест з мечами (Болгарія)

## Мемуари
- Ringel, Julius (1994). Hurra die Gams!, Die 5. Geb. Div. im Einsatz. Graz: Stocker Verlag.